# Gouvernement Pohiva (2)
Pohiva (1) Tuʻiʻonetoa
Le second gouvernement Pohiva est le gouvernement des Tonga formé le 18 janvier 2018 et dirigé par le Premier ministre ʻAkilisi Pohiva jusqu'à sa mort le 12 septembre 2019. Le vice-Premier ministre Semisi Sika assure ensuite brièvement la direction par intérim de ce gouvernement, jusqu'à la formation d'un nouveau gouvernement -issu de l'opposition- le 27 septembre.

## Les élections de 2017
À l'issue des élections de 2014, ʻAkilisi Pohiva, figure historique du mouvement pour la démocratie, avait été élu Premier ministre par l'Assemblée législative, formant un gouvernement de coalition comprenant son propre Parti démocrate et plusieurs députés sans étiquette. Il s'attire l'hostilité de la noblesse et des traditionalistes. Le 25 août 2017, il est subitement limogé par le roi Tupou VI qui, sur recommandation du président de l'Assemblée Lord Tuʻivakano, dissout l'Assemblée législative et ordonne la tenue d'élections anticipées pour la mi-novembre.
Le Parti démocrate progresse lors de ce scrutin, remportant quatorze sièges, soit la majorité absolue pour la première fois de son histoire. ʻAkilisi Pohiva et l'ensemble de ses ministres remportent leurs circonscriptions respectives, conservant leurs sièges de députés. Le 18 décembre, l'Assemblée procède à l'élection du Premier ministre. ʻAkilisi Pohiva est reconduit à cette fonction par quatorze voix contre douze pour son concurrent sans étiquette Siaosi Sovaleni, roturier soutenu par la noblesse. Il est formellement nommé Premier ministre par le roi Tupou VI le 2 janvier 2018, pour un nouveau mandat de quatre ans.

## Formation du gouvernement
ʻAkilisi Pohiva forme un gouvernement uniquement constitué de roturiers issus de son propre parti, à une exception près. En vertu de la loi stipulant que le ministère des Terres et celui des Forces armées doivent être attribués à un représentant de la noblesse, Lord Maʻafu est maintenu à ces fonctions. Par ailleurs, Pohiva fait usage de sa prérogative de nommer au gouvernement des personnalités externes à l'Assemblée, et fait de Tevita Tu‘i Uata (président de la Tonga Broadcasting Commission, et l'un de ses proches de longue date au sein du mouvement démocrate) le ministre du Commerce et du Travail. Tevita Tu‘i Uata siège dès lors ex officio à l'Assemblée, et y accroît la majorité des démocrates. ‘Akosita Lavulavu, seule femme députée, est nommée ministre de l'Intérieur. Le nouveau gouvernement entre en fonction le 18 janvier, après avoir été formellement approuvé par le roi. Il est constitué des membres suivants, :
| Nom | Nom                | Nom | Fonctions | Parti          | Circonscription            |
| --- | ------------------ | --- | --- | -------------- | -------------------------- |
|     | ʻAkilisi Pohiva    |     | Premier ministre, Ministre des Affaires étrangères | Démocrate      | Tongatapu 1                |
|     | Semisi Sika        |     | Vice-Premier ministre, Ministre des Infrastructures et des Travaux publics | Démocrate      | Tongatapu 2                |
|     | Pohiva Tuʻiʻonetoa |     | Ministre des Finances | Démocrate      | Tongatapu 10               |
|     | ‘Akosita Lavulavu  |     | Ministre de l'Intérieur, Ministre des Sports | Démocrate      | Vavaʻu 16                  |
|     | Lord Maʻafu        |     | Ministre des Terres et des Ressources naturelles, Ministre des Forces armées de Sa Majesté                                                                                                | sans étiquette | Tongatapu (noblesse)       |
|     | Penisimani Fifita  |     | Ministre de l’Education et de la Formation | Démocrate      | Tongatapu 9                |
|     | Dr Saia Piukala    |     | Ministre de la Santé, Ministre des Entreprises publiques | Démocrate      | Vavaʻu 14                  |
|     | Semisi Fakahua     |     | Ministre de l'Agriculture, de l'Alimentation, des Forêts et des Pêcheries | Démocrate      | Tongatapu 8                |
|     | Vuna Faʻotusia     |     | Ministre de la Justice et des Prisons | Démocrate      | Tongatapu 7                |
|     | Poasi Tei          |     | Ministre de l'Environnement, de la Météorologie, du Changement climatique et de la Gestion des désastres naturels, Ministre de l'Énergie, Ministre des Communications et de l'Information | Démocrate      | Tongatapu 6                |
|     | Mateni Tapueluelu  |     | Ministre des Revenus et des Douanes, Ministre de la Police et des Services d'urgence | Démocrate      | Tongatapu 4                |
|     | Tevita Tu‘i Uata   |     | Ministre du Commerce, de l'Innovation et du Travail | Démocrate      | non-élu (siège ex officio) |

Le 3 mars 2018, la ministre de l'Intérieur, ‘Akosita Lavulavu, est arrêtée et mise en examen, soupçonnée de six instances de fraude. Le Premier ministre Pohiva la somme de démissionner et, lorsqu'elle refuse, il la limoge le 11 avril. Le 26 juin, Losaline Ma‘asi (députée démocrate de Tongatapu 5) est nommée à sa succession.
Le 21 janvier 2019, ʻAkilisi Pohiva réorganise en partie son gouvernement. Il cède par intérim le ministère des Affaires étrangères à son vice-Premier ministre Semisi Sika, et s'attribue par intérim celui des Entreprises publiques. Saia Piukala, le ministre de la Santé, devient par intérim également ministre de l'Intérieur. Losalini Ma'asi perd donc le ministère de l'Intérieur, et devient ministre des Pêcheries, fonction désormais dissociée du ministère de l'Agriculture, que conserve Semisi Fakahau.
Après deux semaines d'hospitalisation, le Premier ministre meurt d'une pneumonie le 12 septembre 2019. Parmi les personnalités qui lui rendent hommage, Dame Meg Taylor, secrétaire générale du Forum des Îles du Pacifique, souligne sa « transition d'activiste passionné en homme d'État respecté » et toujours fidèle à ses principes,. Son gouvernement ne prendra toutefois formellement fin qu'à l'élection par le Parlement d'un nouveau Premier ministre le 26 septembre.
En amont de l'élection du nouveau dirigeant, quatre députés démocrates dont deux ministres (le ministre des Finances Pohiva Tuʻiʻonetoa, le ministre de la Justice Vuna Faʻotusia, et les députés Akosita Lavulavu et Vavatau Hui) rejoignent les bancs de l'opposition, conférant ainsi au bloc des nobles et des députés roturiers conservateurs et indépendants une majorité des sièges. Pohiva Tuʻiʻonetoa annonce la formation d'un nouveau parti politique, le Parti populaire. Le 27 septembre, il est élu Premier ministre par quinze voix contre huit pour Semisi Sika, qui assurait par intérim la direction du gouvernement sortant. Pohiva Tuʻiʻonetoa forme son gouvernement le jour-même, y incluant des membres des trois groupes de la nouvelle majorité parlementaire (les nobles, les roturiers conservateurs sans étiquette, et les membres du Parti démocrate ayant fait défection).